# Département de la Santé (Catalogne)
Pour les articles homonymes, voir Département de la Santé.
Le département de la Santé (en catalan : Departament de Salut) est le département de la Généralité responsable de la politique sanitaire et des établissements et équipements sociosanitaires en Catalogne.

## Fonctions

### Missions
Le département de la Santé est responsable de l'exercice des compétences propres de la généralité de Catalogne dans les domaines de la politique sanitaire et des établissements et équipements sociosanitaires. De son ressort, dépendent le Service catalan de la Santé et l'Institut catalan de la Santé.

### Organisation
Le département de la Santé s'organise de la manière suivante, :
- Département de la Santé (Departament de Salut) ;
  - Secrétariat général ;
    - Direction des services ;
      - Sous-direction générale des Ressources humaines et de la Santé au travail ;
      - Sous-direction générale de l'Organisation et des Services ;
      - Sous-direction générale des Ressources économiques et du Recrutement ;

    - Domaine des Relations internationales et de la Coopération ;
    - Domaine des Technologies de l'information et des Communications ;
    - Assistance juridique ;
    - Cabinet technique ;

  - Secrétariat de l'Assistance sanitaire et de la Participation ;
    - Sous-direction générale de la Coordination ;

  - Secrétariat de la Santé publique ;
    - Sous-direction générale de la Coordination de la Santé publique ;
    - Sous-direction générale de la Promotion de la Santé ;
    - Sous-direction générale de la Sécurité alimentaire et de la Protection de la Santé ;
    - Sous-direction générale de la Vigilance et de la Réponse aux urgences en santé publique ;
    - Sous-direction générale de la Dépendance aux drogues ;
    - Service de la Stratégie et de la Communication ;

  - Direction générale de la Règlementation et de la Régulation sanitaire ;
    - Sous-direction générale de la Règlementation et de la Qualité sanitaire et pharmaceutique ;
    - Sous-direction générale de l'Évaluation et de l'Inspection sanitaire et pharmaceutique ;
    - Sous-direction générale de la Règlementation et du Développement professionnel ;
    - Sous-direction générale des Évaluations médicales ;

  - Direction générale de la Planification sanitaire ;
    - Sous-direction générale de la Planification sanitaire ;
    - Sous-direction générale de l'Éventail des services et de la Carte sanitaire ;

  - Direction générale de la Recherche et de l'Innovation sanitaire ;
    - Sous-direction générale de la Recherche et de l'Innovation sanitaire ;
    - Domaine des Opérations et Relations institutionnelles ;

  - Direction générale des Professionnels de santé ;
    - Sous-direction générale de la Règlementation et du Développement professionnel.

## Histoire
Le département de la Santé et de l'Assistance sociale (Departament de Sanitat i Assistència Social) est créé le 5 décembre 1977 par le président de la Généralité Josep Tarradellas dans le cadre du rétablissement de l'autonomie de la Catalogne.
Le 9 mai 1980, le président de la Généralité Jordi Pujol change son nom pour en faire le département de la Santé et de la Sécurité sociale (Departament de Sanitat i Seguretat Social). Son titre est modifié en département de la Santé (Departament de Salut) par le président de la Généralité Pasqual Maragall le 28 mai 2004.

## Conseillers
| Titulaire | Titulaire                         | Dates      | Dates       | Parti | Gouvernement      |
| --------- | --------------------------------- | ---------- | ----------- | ----- | ----------------- |
|           | Ramon Espasa i Oliver             | 05/12/1977 | 09/05/1980  | PSC   | Tarradellas       |
|           | Josep Laporte i Salas             | 09/05/1980 | 05/07/1988  | CDC   | Pujol I et II     |
|           | Xavier Trias i Vidal de Llobatera | 05/07/1988 | 12/01/1996  | CDC   | Pujol III et IV   |
|           | Eduard Rius i Pey                 | 12/01/1996 | 05/11/2002  | CDC   | Pujol V et VI     |
|           | Xavier Pomés i Abella             | 05/11/2002 | 20/12/2003  | CDC   | Pujol VI          |
|           | Marina Geli i Fàbrega             | 20/12/2003 | 29/12/2010  | PSC   | Maragall Montilla |
|           | Boi Ruiz i Garcia                 | 29/12/2010 | 14/01/2016  | Sans  | Mas I et II       |
|           | Antoni Comín i Oliveres           | 14/01/2016 | 27/10/2017  | Sans  | Puigdemont        |
|           | Alba Vergés i Bosch               | 29/05/2018 | 26/05/2021  | ERC   | Torra             |
|           | Josep Maria Argimon i Pallàs      | 26/05/2021 | 10/10/2022  | Sans  | Aragonès          |
|           | Manel Balcells i Díaz             | 10/10/2022 | 12/08/2024  | Sans  | Aragonès          |
|           | Olga Pané Mena (ca)               | 12/08/2024 | En fonction | Sans  | Illa              |